# Anna Uryniuk
Anna Uryniuk (ur. 8 lutego 1974 we Włodawie) – polska pływaczka, olimpijka z Barcelony 1992, Atlanty 1996 i Sydney 2000.
Zawodniczka specjalizująca się w stylu motylkowym. Wielokrotna rekordzistka Polski zarówno na basenie 25 metrowym i 50 metrowym.
Uczestniczka mistrzostw świata w roku 1994 w Rzymie, podczas których zajęła 8. miejsce na 200 m stylem motylkowym.
Uczestniczka mistrzostw świata na krótkim basenie w:
- Palma de Mallorca (1993) - 5. miejsce na 200 m stylem motylkowym[3],
- Hongkongu (1999) - 8. miejsce w wyścigu na 100 m stylem motylkowym i 5. miejsce na 200 m stylem motylkowym[4],
- Atenach (2000) - 6. miejsce na 200 m stylem motylkowym[5].

Uczestniczka mistrzostw Europy w których startowała na 200 m stylem motylkowym : 
- Sheffiled (1993) - 5. miejsce[6],
- Wiedniu (1995) - 8. miejsce[7],
- Sevilli (1997) - 4. miejsce[8],
- Stambule (1999) - 8. miejsce[9],
- Helsinkach (2000) - 7. miejsce[10].

Złota medalistka Uniwersjady w 1997 roku w wyścigu na 200 metrów stylem motylkowym.
Na igrzyskach w Barcelonie wystartowała na dystansie 100 metrów stylem motylkowym zajmując 22. miejsce oraz 200 metrów stylem motylkowym zajmując 12. miejsce.
Na igrzyskach w Atlancie wystartowała na dystansie 100 metrów stylem motylkowym zajmując 21. miejsce oraz 200 metrów stylem motylkowym zajmując 12. miejsce.
Na igrzyskach w Sydney wystartowała na dystansie 200 metrów stylem motylkowym zajmując 26. miejsce oraz w sztafecie 4 x 100 metrów stylem zmiennym (partnerkami były Aleksandra Miciul, Alicja Pęczak Otylia Jędrzejczak). Polska sztafeta zajęła 12. miejsce.